# Loweia phocas
Loweia phocas är en fjärilsart som beskrevs av S.A. von Rottemburg 1775. Loweia phocas ingår i släktet Loweia och familjen juvelvingar. Inga underarter finns listade i Catalogue of Life.